# Klotsporig skifferlav
Klotsporig skifferlav (Sarcogyne distinguenda) är en lavart som först beskrevs av Theodor 'Thore' Magnus Fries 1868. Klotsporig skifferlav ingår i släktet Sarcogyne, och familjen Acarosporaceae. Enligt den svenska rödlistan är arten sårbar i Sverige. Arten förekommer i Götaland och Nedre Norrland. Artens livsmiljö är våtmarker, skogslandskap.